# Parkieae
Parkieae, tribus mahunarki, dio potporodice Caesalpinioideae. Sastoji se od 3 roda sa 41 vrstom, iz tropskih krajeva

## Rodovi
1. Tribus Parkieae Endl.
  1. Pentaclethra Benth. (3 spp.)
  2. Parkia R. Br. (36 spp.)
  3. Anadenanthera Speg. (2 spp.)